# Pierre Marinovitch
Pierre Marinovitch (1. srpna 1898, Paříž – 2. října 1919, Brusel) byl 13. nejúspěšnějším francouzským stíhacím pilotem první světové války s celkem 21 uznanými a 3 pravděpodobnými sestřely.
Všech svých sestřelů dosáhl v řadách escadrille SPA.94. Zahynul v 21 letech 2. října 1919 v Bruselu při letecké nehodě.
Během války získal mimo jiné tato vyznamenání: Médaille militaire, Légion d'honneur a Croix de Guerre.